# Епически песни
 Тази статия е за стихосбирката на Пенчо Славейков от 1907 година.  За стихосбирката от 1896 година вижте Епически песни (1896).  
„Епически песни“ е стихосбирка на Пенчо Славейков, която с известни промени претърпява няколко издания. В сборника са съчетани битови и философски поеми, които са обединени от темите за смисъла на човешкия живот и съществуване.
През 1896 година Славейков издава в Лайпциг книга, озаглавена „Епически песни“ с подзаглавие „Книга първа“. През 1898 година, вече в София, излиза нейно продължение със заглавие „Блянове“ и подзаглавие „Епически песни. Книга втора“. През 1902 година двете части са издадени в обща книга – луксозно издание с ограничен тираж от само 13 екземпляра. Последното издание, върху което работи Славейков, е от 1907 година и включва преработени и избрани стихове от предходните издания.